# Requiescant
Requiescant è un film del 1967 diretto da Carlo Lizzani.

## Trama

Pier Paolo Pasolini sul set di Requiescant

Un bambino viene abbandonato nel polveroso West dopo una strage, finché non verrà accolto da un pastore protestante. Quando il ragazzo diventa adulto diventa un abile pistolero e, facendo appello agli insegnamenti religiosi del suo educatore, ogni volta che uccide un suo nemico lo congeda pronunciando la frase latina: "Requiescant!". Proprio per questo verrà soprannominato così. Intanto il bandito che aveva organizzato la strage dove Requiescant incappò piccolissimo non è altri che il famigerato Don Fergurson il quale gestisce loschi affari in una piccola cittadina, nonché proprietario del lussuoso saloon dove canta e si esibisce una sua diva. Alla fine della storia accadrà che Requiescant, giunto nella polverosa città, ucciderà dopo uno scontro Fergurson, scoprendo la sua vera identità e libererà il popolo dalla tirannia.